# Tengeri récék és bukók

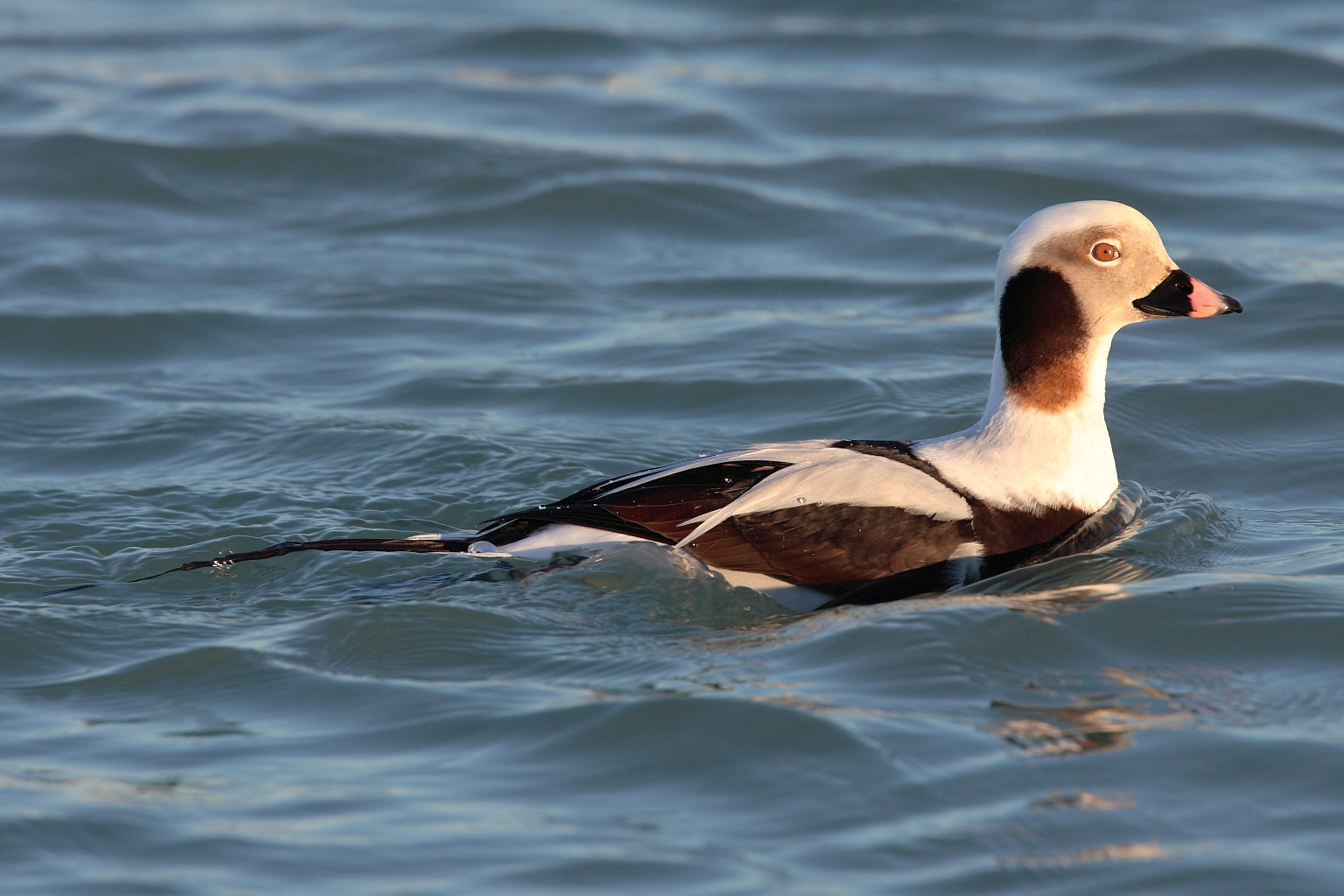
Hím jegesréce (Clangula hyemalis)

A tengeri récék és bukók (Mergini)  a madarak osztályának lúdalakúak (Anseriformes) rendjébe, a récefélék (Anatidae) családjába, azon belül a  réceformák (Anatinae) alcsaládjába tartozó nemzetség.
Egyes újabb rendszerekben nemcsak nemzetségszinten különítik el az ide tartozó fajokat az úszórécéktől, de saját különálló alcsaládba is sorolják az alábbi fajokat.
Olykor ide sorolják a pehelyrécék (Somaterini) nemzetségének négy faját is.

## Megjelenésük
Az ebbe a nemzetségbe sorolt fajok külső megjelenés és életmód szempontjából eléggé különbözőek.
A tengeri récék többsége nagy testű, bukáshoz alkalmazkodott fajok, melyek a szaporodási időszakon túl többnyire a nyílt tengeren tartózkodnak.
Velük szemben a bukók karcsúbb testűek és a récefélék családjából ezek alkalmazkodtak leginkább a halakra való vadászatra.
Az összes fajra jellemző a testen viszonylag hátulról eredő láb (ami miatt főleg a nagyobb testű fajok elég ügyetlenül mozognak a szárazföldön) és a jól fejlett, erős úszóhártyák.
Mint a récéknél az általános jelenség e fajoknál is jól fejlett ivari dimorfizmus figyelhető meg, főleg a szaporodási időszak során. A hímek tollazat ilyenkor a legtöbb fajnál élénken színezett, míg a tojók egész évben jellegtelen barnás vagy szürkés színűek.

## Elterjedésük
A fajok zöme az északi féltekén él, többnyire a mérsékelt öv legészakibb részén, vagy a sarkvidéki övben.
A nemzetségből csak a mára nagyon megritkult füstös bukó (Mergus octosetaceus) él a déli féltekén, Brazília délkeleti részén, valamint a mára kihalt auckland-szigeteki bukó (Mergus australis)  élt a többi fajtól jelentősen izoláltan az Új-Zélandtól délre található Auckland-szigeteken.
A fajok zöme Eurázsia és Észak-Amerika északi részének tengerparti vidékein és tavai mellett költ, néhány faj telelni viszont lényegesebben délre húzódik.

## Életmódjuk
Az ide sorolt fajok zöme állati eredetű táplálékon él elsősorban és alaktanilag is ennek megszerzéséhez alkalmazkodtak. A Melanitta nem képviselői és az olykor szintén ide sorolt közeli rokon négy pehelyrécefaj meglehetősen táplálékspecialista fajok, melyek elsősorban tengeri csigákkal és kagylókkal táplálkoznak és csak kiegészítésképp fogyasztanak valamennyi algát is.
Táplálék után olykor a sekély part menti vizekben keresgélnek, de ha szükséges mélyre is tudnak merülni és a tenger vize alatt kutatnak táplálék után.
Szintén táplálékspecialista fajok a bukók, melyek a halak elfogásához idomultak. Karcsú testalkatuk, hosszú nyakuk és erős fűrészes élű csőrük is ehhez idomult.
A többi faj vegyes táplálkozást folytat és apróbb vízi élőlényekre (kisebb rákokra, puhatestűekre) vadásznak a vizekben és növényi eredetű táplálékot is fogyasztanak.
A táplálék megválasztása az évszaknak és a tartózkodási helynek (tengerpart vagy édesvizek partja) megfelelően változhat.
A költési időszakon kívül az összes tengeri réce tengeri életmódot folytat. Ezek csak kivételes esetben tévednek be a szárazföld belsejébe.
A kercerécék és a bukók többsége viszont inkább a szárazföld belsejében található folyók és tavak mentén telel.

## Szaporodásuk
A szaporodási szokások is eléggé különbözőek a nemzetség fajainál.
A Melanitta fajok, a jegesréce és a közeli rokon pehelyrécék az északi tundrák madarai. Ezek párosával vagy laza telepekben költenek kisebb vizek mentén. Fészkük többnyire egy apró, lapos lyuk a földben, melyet saját pehelytollaikkal bőségesen kibélelnek.
A kercerécék és a bukók egyes fajai viszont odúfészkelők, így csak délebbre, a tajgaövezetben tudnak költeni, ahol találnak természetes eredetű odvakat. E madarak sokszor a vizektől távol, bent az erdők mélyén költenek és csak a kikelt fiókákkal együtt telepednek meg egy erdei tó partján, ahol a kis récék felnövekedhetnek.
A tarka réce viszont a partoktól nagyon távol, a hegyvidékek patakjai és kisebb folyói mentén költ.

## Természetvédelmi helyzetük

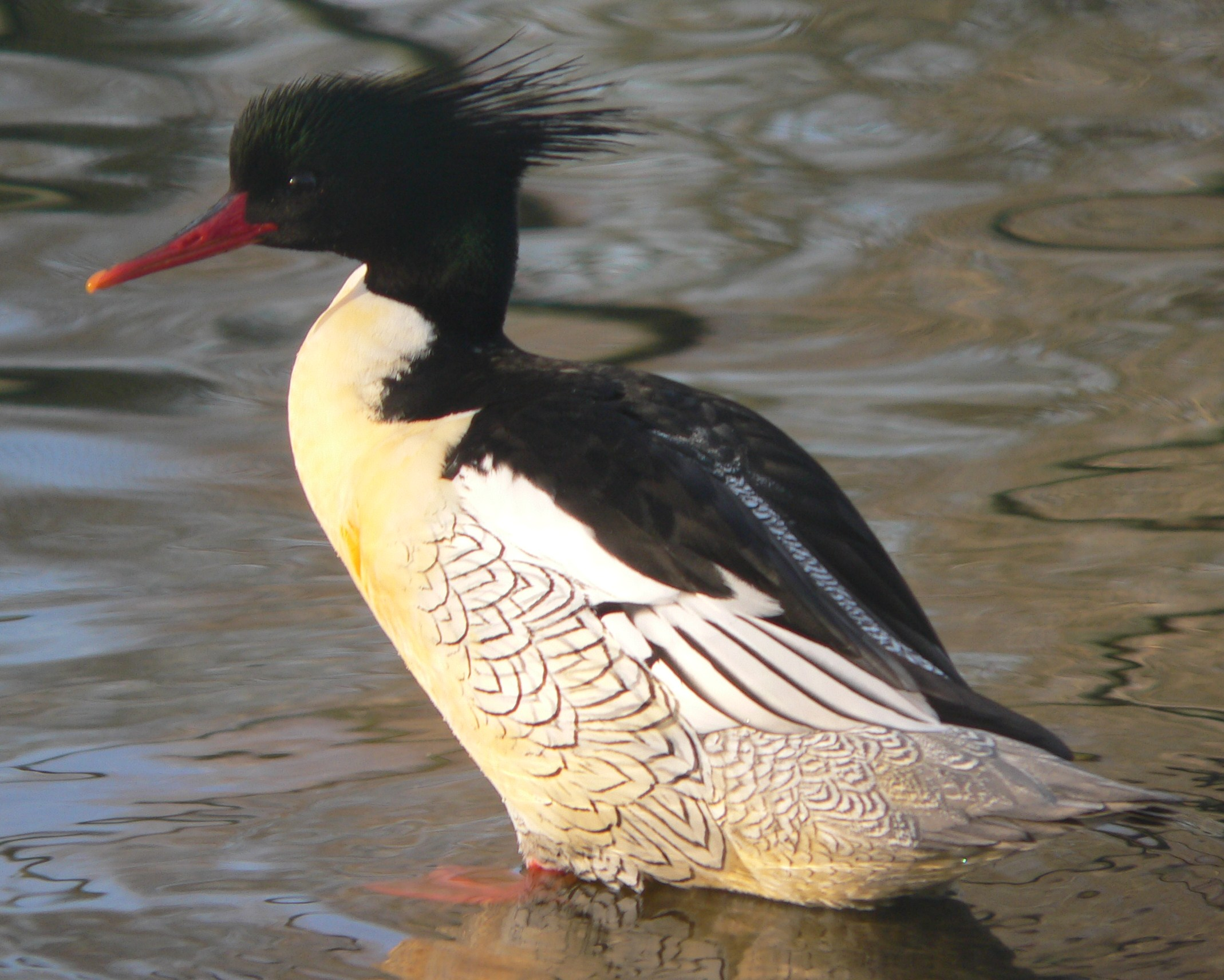
A csuklyás bukó (Mergus squamatus) az egyik veszélyeztetett faj a nemzetségből

A nemzetség fajainak zöme ma is gyakori madár, több fajuk összegyedszáma több százezres nagyságrendű.
Az odúfészkelő fajokra veszélyt jelenthet az erdőirtás, egyes földön fészkelő fajoknál néhány költőhelyen tradicionális jellegű pehelytoll gyűjtés is zajlik, ami szintén zavarhatja a madarakat.
Fő veszélyeztető tényezőjük a tengeren telelő fajoknál, az olajszállító hajókról a tengerbe kerülő olaj, mely beszennyezi tollazatukat és pusztulásukat okozhatja.
A tengeri récékre és bukókra erősen halízű húsuk miatt sehol sem vadásznak.
A legritkább és leginkább veszélyeztetett faj közülük a füstös bukó (Mergus octosetaceus), melynek életmódja alig ismert. Megritkulásának okai sem ismertek teljesen, de az élőhelyvesztés a legvalószínűbb ok. mára egyedszáma 250-300 egyed körülire zsugorodott, így a „kihalóban” kategóriába van besorolva a Természetvédelmi Világszövetség.
A másik ritka faj a csuklyás bukó (Mergus squamatus), mely Szibéria távol-keleti részén és Kína északi területein él. Az élőhely átalakítás ezt a fajt is súlyosan érinti, mára alig 1200 egyede maradt és a Vörös Listán, a „veszélyeztetett” kategóriába van besorolva.
Két további faj, az auckland-szigeteki bukó (Mergus australis) és a labradori réce (Camptorhynchus labradorius) mára kihalt.
Egy további faj, a Chendytes lawi a holocén kezdetéig előfordult Kalifornia partvidéke mellett és nagyjából 2500-2000 évvel időszámításunk előtt halt ki.

## Rendszerezés

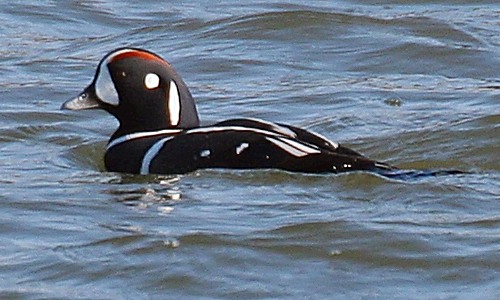
A tarka réce (Histrionicus histrionicus) a legszínesebb faj közülük

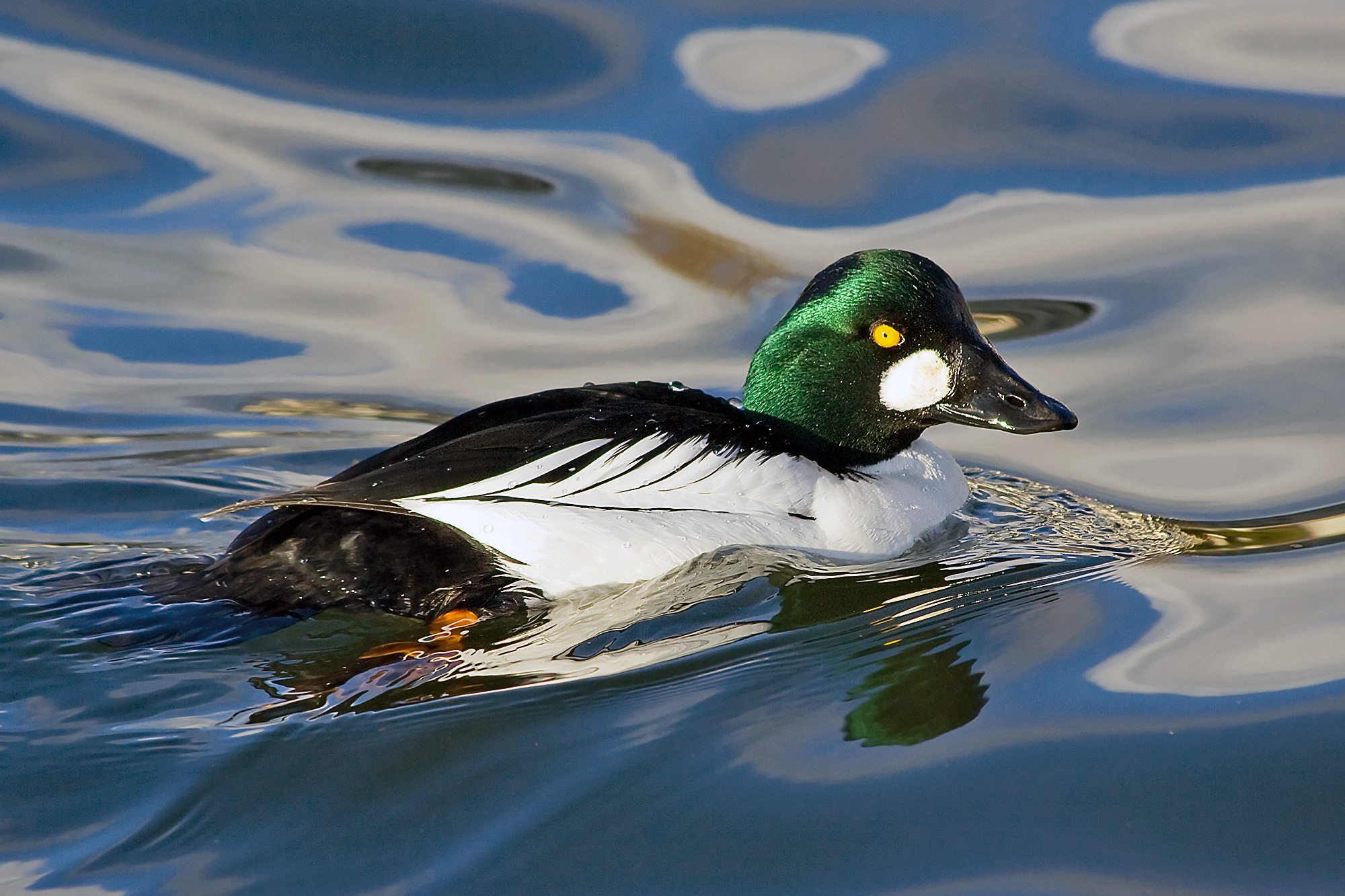
Közép-Európában leggyakrabban előforduló képviselője a nemzetségnek, a kerceréce (Bucephala clangula)

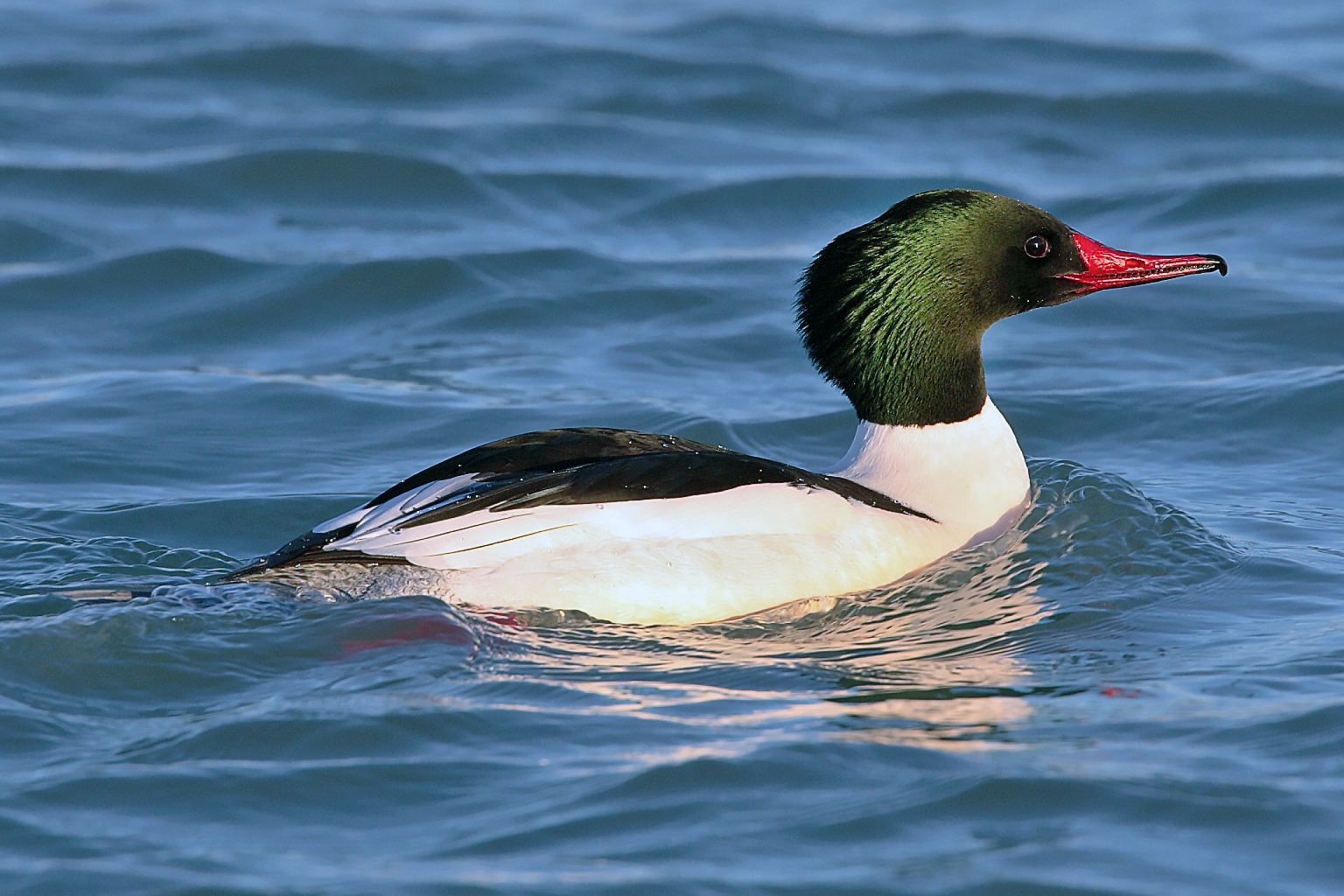
A nagy bukó (Mergus merganser) a nemzetség legnagyobb testű faja

A nemzetségbe 8 nem és  13 faj tartozik.
- Histrionicus  (Lesson, 1828) – tarka récék, 1 faj
  - tarka réce vagy harlekinréce (Histrionicus histrionicus)

- Camptorhynchus  (Bonaparte, 1838) – Labradori récék, 1 faj – kihalt
  - labradori réce (Camptorhynchus labradorius) – kihalt

- Clangula  (Leach, 1819) – jeges récék, 1 faj
  - jegesréce (Clangula hyemalis)

- Melanitta  (Boie, 1822) – tengeri récék, 3 faj.
  - fekete réce (Melanitta nigra)
    - Melanitta nigra americana alfaj

  - füstös réce (Melanitta fusca)
    - Melanitta fusca deglandi alfaj

  - pápaszemes réce (Melanitta perspicillata)

- Bucephala  (Baird, 1858) – kercerécék, 3 faj
  - kerceréce (Bucephala clangula)
  - izlandi kerceréce (Bucephala islandica)
  - fehérfejű kerceréce (Bucephala albeola)

- Mergellus  (Selby, 1840) – kis bukók, 1 faj
  - kis bukó (Mergellus albellus vagy Mergus albellus)

- Lophodytes  (Reichenbach, 1853) – bóbitás bukók, 1 faj
  - bóbitás bukó (Lophodytes cucullatus vagy Mergus cucullatus)

- Mergus  (Linnaeus, 1758) – valódi bukók, 5 faj
  - nagy bukó (Mergus merganser)
  - örvös bukó (Mergus serrator)
  - auckland-szigeteki bukó (Mergus australis) – kihalt
  - füstös bukó (Mergus octosetaceus)
  - csuklyás bukó (Mergus squamatus)